# 玛克西·格瑙克
玛克西·格瑙克（德語：Maxi Gnauck，1964年10月10日—），德国女子竞技体操运动员。她曾代表东德参加1980年夏季奥林匹克运动会体操比赛，获得一枚金牌、一枚银牌和二枚铜牌。